# ريو هيروهاشي
ريو هيروهاشي (広橋涼 هيروهاشي ريو) هي مؤدية أصوات يابانية ولدت في 5 أغسطس 1977 في ناغاوكا، نيغاتا.

## أدوارها في الأنمي

### مسلسلات أنمي تلفزيونية
- سونيك X - مايلز «تيلز» براور
- سولتي راي - إنتيغرا مارتيل
- كلاند - كيو فوجيباياشي
- كلاند أفتر ستوري - كيو فوجيباياشي
- بامبو بليد - تاماكي كاوازوي
- آريا: الرسوم المتحركة - أليس كارول
- هايبانه رينمه - راكا
- الرقيب كيرورو - كويوكي أزومايا
- روميو x جولييت - أنطونيو
- المعلم الساحر نيغيما! - أنيا
- فتيات بيسبول تايشو - تاماكي إيشيغاكي
- سيريه نو موريبيتو - سايا
- باني بوني داش! - سوزوني شيراتوري
- باندورا هارتس - إيكو
- باكانو! - شاني لافوريه
- زعيم الشر في المقعد الأخير - ليلي شيرايشي
- باكوجان - ماروتشو
- كاتاناغاتاري - مانيوا بينغين
- آيرون مان - شو (أيام الطفولة)
- ستار درايفر - مارينو يو
- هيوكا - ماميكو سينوي
- كاليدو ستار - سورا نايغينو
- كود:بريكر - تشيسا تاباتا
- غوغوري! كوكوري-سان - كوهينا إيتشيماتسو
- ووركينغ!! - آوي يامادا
- ووركينغ'!! - آوي يامادا
- ووركينغ!!! - آوي يامادا
- أكاديميتي للأبطال - مينورو مينيتا
- عشيقة (مؤقتة) - نوزومي مياوتشي
- جاندام بيلد فايترز - سسمو سازاكي
- جاندام بيلد فايترز تراي - كاوروكو سازاكي

### أنمي الإنترنت
- سيلور مون كريستال - لونا

### أوفا أنمي
- البدلة المتنقلة جاندام يونيكورن - هارو

## أدوارها في ألعاب الفيديو
- سلسلة ألعاب القنفذ سونيك (2003-الوقت الحالي) – مايلز "تيلز" براور
  - سونيك هيروز
  - القنفذ شادو
  - القنفذ سونيك (لعبة فيديو 2006)
  - سونيك أند ذا سيكريت رينغز - مايلز "تيلز" براور مثل (علي بابا)
  - سونيك أند ذا بلاك نايت - مايلز "تيلز" براور مثل (الحداد)
  - سونيك أنليشد
  - سونيك كولرز
  - سونيك جينيريشنز
  - سونيك لوست ورلد
  - سونيك فورسز
  - سونيك فرونتيرز
- كلاند -  كيو فوجيباياشي
- تيلز أوف سيمفونيا - شوكولات
- تيلز أوف ليجنديا - شيرلي فينيس
- غود إيتر بورست - كانون دايبا
- غود إيتر 2 - كانون دايبا
- غود إيتر 2 ريج برست - كانون دايبا
- جوجوز بيزار أدفنتشر: أول ستار باتل - ريمي سوغيموتو
- عشيقة (مؤقتة) - نوزومي مياوتشي
- بليد آركوس فروم شاينينغ - رونا موراسامي

## أدوارها في الدبلجة اليابانية
- سونيك بوم - مايلز «تيلز» براور
- القنفذ سونيك 2 (فيلم) - مايلز «تيلز» براور
- سونيك برايم - مايلز «تيلز» براور
- القنفذ سونيك 3 (فيلم) - مايلز «تيلز» براور

## وصلات خارجية
- ريو هيروهاشي على موقع IMDb (الإنجليزية)
- ريو هيروهاشي على موقع ميوزك برينز (الإنجليزية)
- ريو هيروهاشي على موقع قاعدة بيانات الفيلم (الإنجليزية)
- ريو هيروهاشي على موقع ANN person (الإنجليزية)